# Чжун'юаньський говір
Чжун'юаньський говір або Центральнорівнинний говір (спрощ.: 中原官话; кит. трад.: 中原官話; піньїнь: zhōngyuán guānhuà, чжун'юань ґуаньхуа) — діалект, яким розмовляють мешканці Центральної рівнини Китаю. 
Належить до північно-західної групи говорів північного наріччя китайської мови. Наближений до розмовної китайської мови путунхуа. 
Поширений на південному заході провінції Шаньдун, північному сході провінцій Цзянсу й Аньхой, на території провінцій Шеньсі та Хенань, а також півдні провінції Шаньсі та Ганьсу, і на більшій частині Сіньцзян-уйгурського автономного району. 
Назва походить від китайського імені Центральної рівнини — «Чжун'юань», колиски китайської цивілізації.
Кількість мовців на 1988 рік становила близько 169,б4 мільйонів осіб.